# Скит (заказник)
«Скит» — загальнозоологічний заказник місцевого значення в Україні. Розташований за 4 км від міста Почаїв, біля села Старий Тараж Кременецького району Тернопільської області, у кв. 40-50 Почаївського лісництва Кременецького держлісгоспу, в межах лісового урочища «Скит».
Площа — 468 га. Створений відповідно до рішення виконкому Тернопільської обласної ради № 198 від 30 червня 1986 року. Перебуває у віданні Тернопільського обласного управління лісового господарства. Рішенням Тернопільської обласної ради № 15 від 22 липня 1998 року мисливські угіддя заказника надані у користування Кременецької районної організації УТМР як постійно діюча ділянка з охорони, збереження та відтворення тваринного світу.
Під охороною — численна мисливська фауна: заєць сірий, вивірка лісова, лисиця руда, сарна європейська, свиня дика, куниця лісова, борсук звичайний та інші тварини.